# 張登及
張登及（英語：Simon Teng-Chi Chang，1969年－），中華民國國際政治學者，英國雪菲爾大學博士、政大東亞所雙博士，現任國立臺灣大學政治系教授、中政會理事。

## 學歷
臺灣大學政治學系(政論組)(1987-1991)
臺灣大學政治學研究所(政論組)(1991-1994)
政治大學東亞研究所博士(1996-2002)
英國雪菲爾大學政治系博士(2003-2007)

## 經歷
國立中正大學戰略研究所專任助理教授(2007-2010)
中國政治學會(台北)秘書長(2016-2018)
中國政治學會理事(2018-)
中華民國國際關係學會理事(2018-)
專長國際關係、中國暨中共外交政策研究。2007年曾任教於國立中正大學戰略暨國際事務研究所，2010年回到台大任教至今。現為台大政治學系教授。